# Лапиков, Иван Герасимович
Ива́н Гера́симович Ла́пиков (7 июля 1922, хутор Заячий, Царицынская губерния, — 2 мая 1993, Калининец, Наро-Фоминский район, Московская область) — советский и российский актёр театра, кино и озвучивания; народный артист СССР (1982), лауреат Государственной премии СССР (1979), Государственной премии РСФСР им. братьев Васильевых (1973) и премии Ленинского комсомола (1979).

## Биография
Иван Лапиков родился 7 июля 1922 года на хуторе Заячий вблизи села Балыклей (топоним Горный Балыклей образован после переноса селения Балыклей в связи с затоплением территории водохранилищем после строительства плотины). Горный Балыклей (ныне — в Дубовском районе, Волгоградская область, Россия). Детство провёл в Горном Балыклее.
Учился в Сталинграде. В заводском Дворце культуры имени Ленина в самодеятельном струнном оркестре играл на балалайке, записался в драматический кружок.
В 1939 году поступил в Харьковский театральный институт (ныне Харьковский национальный университет искусств имени И. П. Котляревского), где проучился всего два курса — началась война. Был мобилизован в батальон, занимавшийся строительством под Сталинградом противотанковых заграждений. Награждён медалью «За оборону Сталинграда» за то, что в Сталинградскую битву переправлял в тыл раненых.
C 1941 по 1963 годы (с перерывом с 1.12.1941 по 1.03.1942, когда служил в Красной армии) работал в Сталинградском драматическом театре им. М. Горького, где в 1947 году познакомился со своей будущей женой Юлией Фридман.
В 1963 году переехал в Москву. В 1963—1964 году работал по договору на киностудии «Мосфильм».
В 1965—1993 годах — актёр Театра-студии киноактёра (ныне Государственный театр киноактёра).
В кино с 1954 года. Популярность пришла в 1964 году с выходом на экраны фильма «Председатель». С тех пор актёром был создан целый ряд подлинно народных образов. Среди крупнейших работ мастера роли в фильмах «Андрей Рублёв», «Минута молчания», «Они сражались за Родину», «Вечный зов», «Россия молодая». Всего за сорок лет работы в кино снялся более чем в семидесяти фильмах.

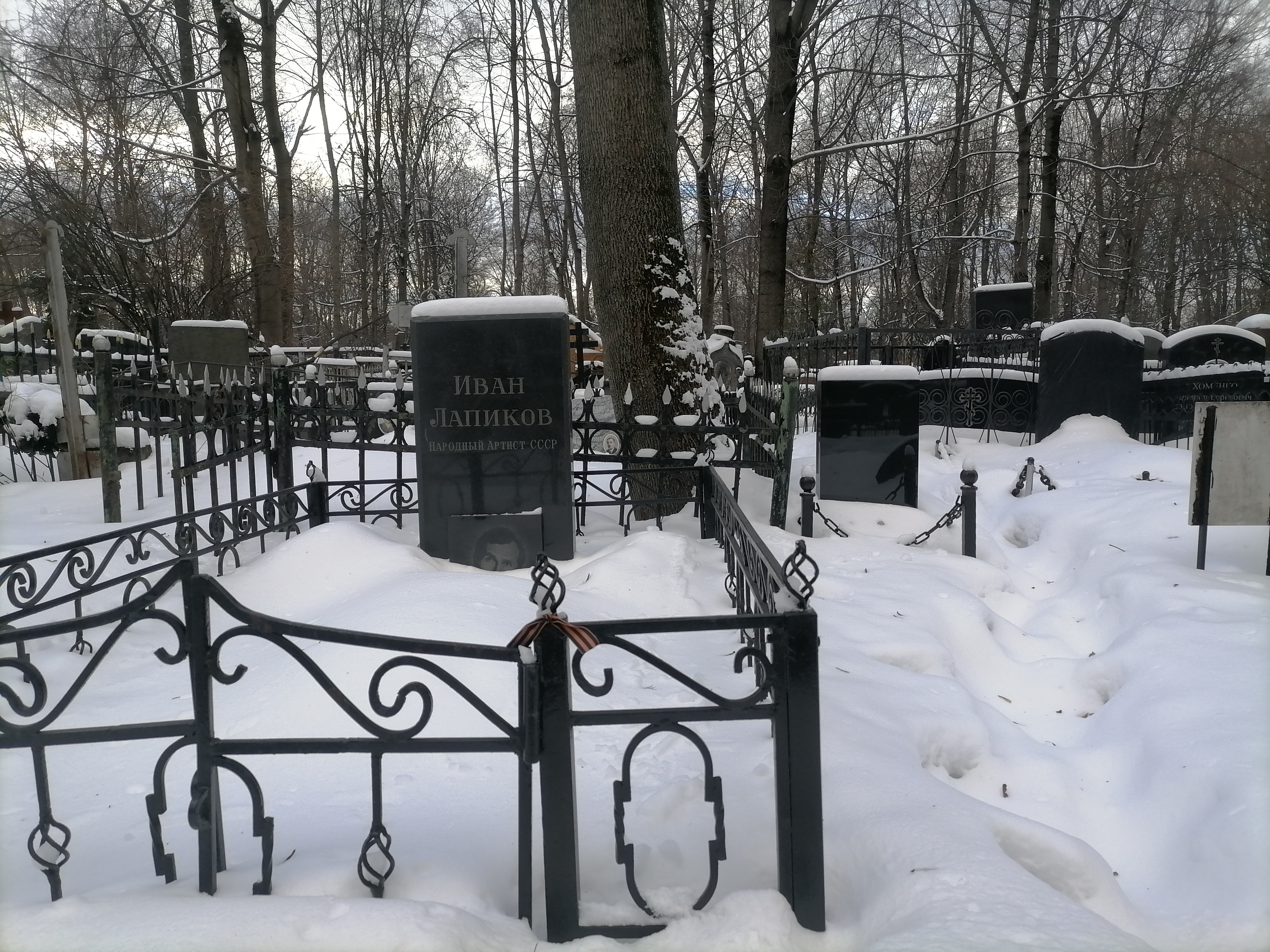
Могилы И. Лапикова, Ю. Фридман и Е. Лапиковой на Ваганьковском кладбище

Скончался Иван Лапиков 2 мая 1993 года во время выступления перед воинами одной из подмосковных частей в посёлке Калининец Наро-Фоминского района Московской области. Похоронен в Москве на Ваганьковском кладбище (уч. 10).

## Семья
Отец — Герасим Васильевич Лапиков, крестьянин—середняк.
Мать — Марина Елисеевна Лапикова, крестьянка.
Брат — Василий Герасимович Лапиков, жил в Волгограде.
Жена — Юлия Александровна Фридман (1922—2010), в 1947 году окончила Ленинградский театральный институт, в 1947—1960 годах актриса Сталинградского областного драматического театра имени Максима Горького, преподаватель Московского культпросветучилища. Похоронена рядом с мужем в Москве на Ваганьковском кладбище (уч. 10).
- Дочь — Елена Ивановна Лапикова (1949—2020), окончила факультет иностранных языков Московского пединститута им. В.И. Ленина, работала в объединении «Машиноимпорт» Внешторга. Её прах захоронен в могиле родителей на Ваганьковском кладбище (уч. 10)[4].
- Зять — Павел, умер в 1990 году.
  - Внук — Алексей Павлович (род. 1978)

## Звания и награды

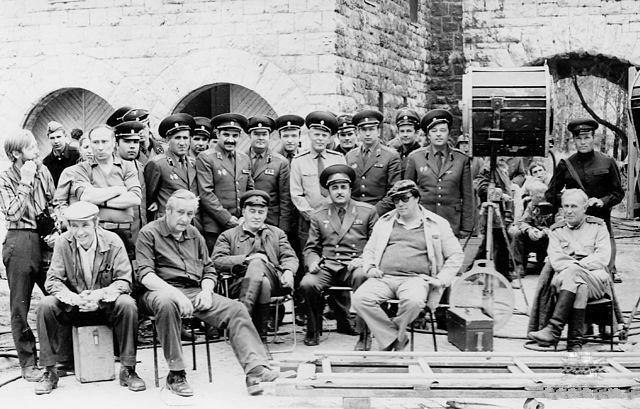
Иван Лапиков (крайний справа) на съёмках фильма «Фронт в тылу врага». ГДР, Ордруф, 39-я гв. мсд, 1980 год.

- Медаль «За оборону Сталинграда» (1943)
- Медаль «За доблестный труд в Великой Отечественной войне 1941—1945 гг.» (1945)
- Медаль «Тридцать лет Победы в Великой Отечественной войне 1941—1945 гг.»
- Медаль «За боевые заслуги» (1981)
- награждён за роль Ерофеича в фильме «Фронт в тылу врага», сценаристом фильма был близкий друг Леонида Брежнева Семён Цвигун. Брежнев был тронут ролью Лапикова (старшина Ерофеич), позвонил Цвигуну, и награда нашла героя.
- Заслуженный артист РСФСР (1965)
- Нагрудный знак «Отличник кинематографии СССР» (1968)
- Государственная премия РСФСР имени братьев Васильевых (1973) — за исполнение роли Бориса Краюшкина в фильме «Минута молчания»
- Народный артист РСФСР (1974)
- Государственная премия СССР (1979) — за исполнение роли Панкрата Григорьевича Назарова в телевизионном сериале «Вечный зов»
- Премия Ленинского комсомола (1979) — за исполнение роли Ерофеича в фильмах «Фронт в тылу врага» и «Фронт за линией фронта»
- Народный артист СССР (1982)
- Всесоюзный кинофестиваль (1982, Специальный приз журнала «Советский экран», фильмы «Фронт в тылу врага», «Фронт за линией фронта»)
- Конкурс в ознаменование 65-й годовщины ВЧК-КГБ (1982, Первая премия, фильмы «Фронт в тылу врага», «Фронт за линией фронта»)

## Театральные работы

### Сталинградский драматический театр им. М. Горького
- 1945 — «Рюи Блаз» В. Гюго, режиссёр Н. Соколов — Дан Гуритан
- 1946 — «Воевода» А. Н. Островского, режиссёр А. Михайлов — Гришка Жилка
- 1946 — «Под каштанами Праги» К. М. Симонова, режиссёр А. Михайлов — Джокич
- 1946 — «Зыковы» М. Горького, режиссёр В. А. Иванов — Шохин
- 1946 — «Финист — Ясный сокол» Н. Я. Шестакова, режиссёр Е. С. Феодориди — Старичок
- 1947 — «Дядя Ваня» А. П. Чехова, режиссёр А. Михайлов — Вафля
- 1947 — «Бесприданница» А. Н. Островского, режиссёр В. А. Иванов — Илья
- 1949 — «На той стороне» А. А. Барянова, режиссёр В. Миленко — Нецветаев
- 1949 — «Бешеные деньги» А. Н. Островского, режиссёр Н. Соколов — Глумов
- 1949 — «Голос Америки» Б. А. Лавренёва, режиссёр В. А. Иванов — Скундрелл
- 1949 — «Егор Булычов и другие» М. Горького, режиссёр В. Иванов, Н. Соколов — Пропотей
- 1950 — «Калиновая роща» А. Е. Корнейчука, режиссёр А. Михайлов — Кандыба
- 1950 — «Правда — хорошо, а счастье лучше» А. Н. Островского, режиссёр Н. Соколов — Грознов
- 1950 — «Светит, да не греет» А. Н. Островского и Н. Я. Соловьева, режиссёр А. Михайлов — Дерюгин
- 1951 — «Снежная королева» Е. Л. Шварца, режиссёр Ф. Е. Шишигин — Сказочник
- 1951 — «Грозное оружие» А. Липовского, режиссёр Ф. Е. Шишигин — Алексей Корнев
- 1952 — «На дне» М. Горького, режиссёр Ф. Е. Шишигин — Актёр
- 1952 — «Ревизор» Н. В. Гоголя, режиссёр Д. А. Гранин — Ляпкин-Тяпкин
- 1953 — «Большой шаг» А. М. Шейнина, режиссёр Ф. Е. Шишигин — Академик Цветков
- 1953 — «Великий государь» В. А. Соловьева, режиссёр Ф. Е. Шишигин — Чернец
- 1953 — «Большие хлопоты» Л. С. Ленча, режиссёры Ф. Е. Шишигин, Д. А. Гранин — Клещев
- 1953 — «Укрощение строптивой» У. Шекспира, режиссёр В. Токарев — Гремио
- 1954 — «Семья» И. Ф. Попова, режиссёр Ф. Е. Шишигин — Прокурор Неклюдов
- 1954 — «Доходное место» А. Н. Островского, режиссёр Д. А. Гранин — Досужев
- 1955 — «Отец и сын» Л. Тыриной, режиссёр Ф. Е. Шишигин — Захарыч
- 1955 — «Женитьба Белугина» А. Н. Островского и Н. Я. Соловьева, режиссёр Ф. Е. Шишигин — Гаврила Белугин
- 1956 — «Одна» С. И. Алёшина, режиссёр И. Колтынюк — Василий Фёдорович
- 1956 — «Ночь испытаний» Е. Лютовского, режиссёр Ф. Е. Шишигин — Махцевич
- 1956 — «Олеко Дундич» М. А. Каца и А. Г. Ржешевского, режиссёр Н. А. Покровский — Карпушин
- 1957 — «Кремлёвские куранты» Н. Ф. Погодина, режиссёр Н. А. Покровский — Чуднов
- 1957 — «Обрыв», инсценировка Н. С. Рашевской по роману И. А. Гончарова, режиссёр В. А. Менчинский — Леонтий Козлов
- 1957 — «Настасья Филипповна», инсценировка Д. Л. Тальникова по роману Ф. М. Достоевского «Идиот», режиссёр В. А. Менчинский — Фердыщенко
- 1957 — «Бег» М. А. Булгакова, режиссёр Н. А. Покровский — Крапилин
- 1958 — «Сыновья» А. Г. Шейнина, режиссёр Н. А. Покровский — Приходько
- 1958 — «Звёзды на крыльях» В. Костина и И. Волокитина, режиссёр В. А. Менчинский — Старшина Фёдоров
- 1958 — «Сердца должны гореть» Л. И. Митрофанова, режиссёр В. А. Менчинский — Куличек
- 1958 — «Разбойники» Ф. Шиллера, режиссёр В. А. Менчинский — Даниэль
- 1959 — «Варвары» М. Горького, режиссёр Н. А. Покровский — Монахов
- 1959 — «Стряпуха» А. В. Софронова, режиссёр В. А. Менчинский — Слива
- 1959 — «Испытание» А. М. Шейнина, режиссёр Н. А. Покровский — Ваховский
- 1959 — «Братья Ершовы», инсценировка Вс. Пименова и М. А. Гершта по роману В. А. Кочетова, режиссёр В. А. Менчинский — Крутилич
- 1960 — «Весенние скрипки» А. П. Штейна, режиссёр И. Колтынюк — Петрищев
- 1960 — «Мать своих детей» А. Н. Афиногенова, режиссёр И. Петровский — Чагин
- 1960 — «Горя бояться — счастья не видать» С. Я. Маршака, режиссёр В. М. Клюквин — Царь Дормидонт
- 1961 — «Жизнь холостяка» по О. де Бальзаку, Э. Фабра, режиссёр И. Колтынюк — Жан-Жак Руже
- 1961 — «Океан» А. П. Штейна, режиссёр И. Петровский — Миничев
- 1961 — «В большом походе» А. Г. Шейнина, режиссёр И. Петровский — Паулюс
- 1961 — «Двенадцатая ночь» У. Шекспира, режиссёры Н. Покровский, А. Рубб — Шут Фесте
- 1962 — «Стряпуха замужем» А. В. Софронова, режиссёр А. Григорян — Слива
- 1962 — «Золотой мальчик» К. Одетса, режиссёр И. Петровский — Токио
- 1964 — «Старик» М. Горького, режиссёр В. А. Менчинский — Павел

## Фильмография
1. 1954 — Запасной игрок — провожающий
2. 1955 — До востребования (телевизионный) — почтальон
3. 1956 — Солдаты — Забавников
4. 1961 — Командировка — пчеловод Татьяныч
5. 1963 — Если ты прав… — председатель колхоза Ефим Голубев
6. 1964 — Армия «Трясогузки» — рабочий со шрамом
7. 1964 — Председатель — Семён Иванович Трубников
8. 1964 — Непрошеная любовь — Гаврила
9. 1965 — Наш дом — дядя Коля
10. 1966-1969 — Андрей Рублёв — Кирилл
11. 1966 — Всадник над городом — дедушка Айны
12. 1966 — К свету! (новелла «Панталаха») — Спорыш
13. 1967 — Дом и хозяин — Егор Байнев
14. 1967 — Журналист — Пустовойтов
15. 1968 — Любовь Серафима Фролова — эпизод
16. 1968 — Про чудеса человеческие — попутчик
17. 1968 — Наши знакомые — Пал Палыч
18. 1968 — По Руси — Иоанн
19. 1968 — Братья Карамазовы — Горский по прозвищу «Лягавый»
20. 1969 — Пять дней отдыха — Матвей Кошкин
21. 1969 — 13 поручений — ремонтник по вертящимся дверям
22. 1970 — Карусель (новелла «Тоска») — Иона Потапов, извозчик
23. 1970 — О друзьях-товарищах — дядя Федя, старый чекист
24. 1970 — Посланники вечности — Оленский
25. 1970 — Расплата — начальник отдела кадров
26. 1970 — Сердце России — митрополит
27. 1970 — Серебряные трубы — старик в госпитале
28. 1970 — Сохранившие огонь — Данила Макарыч
29. 1971 — Егор Булычёв и другие — Пропотей
30. 1971 — Минута молчания — Борис Краюшкин
31. 1972 — Инженер Прончатов — Цукасов
32. 1972 — Нежданный гость — Слепцов
33. 1973 — т/с Моя судьба — Ермаков[5][6]
34. 1973 — Истоки — Денис Крупнов
35. 1973-1983 — Вечный зов — Панкрат Назаров
36. 1973 — Товарищ генерал — начальник штаба
37. 1974 — Закрытие сезона — милиционер
38. 1974 — Самый жаркий месяц — Сартаков
39. 1975 — Они сражались за Родину — старшина Поприщенко
40. 1977 — Диалог — Рудольф Васильевич Дементьев
41. 1977 — Мама, я жив (ГДР) — генерал
42. 1977 — Степь — Пантелей
43. 1977 — Фронт за линией фронта — Ерофеич
44. 1978 — Василий Шукшин. По страницам прозы — Ефим
45. 1978 — Отец Сергий — старик на пароме
46. 1979 — Здесь, на моей земле — Тихон Луговенко
47. 1979 — Маленькие трагедии — старый священник
48. 1979 — Отец и сын — дед Матвей
49. 1979 — Поэма о крыльях — есаул
50. 1980 — Юность Петра — кузнец Жёмов
51. 1980 — В начале славных дел — кузнец Жёмов
52. 1980 — Желаю успеха — Захар Гаврилович Мохов, лесник
53. 1981 — Родник — Селиван
54. 1981 — Россия молодая — архиепископ Афанасий
55. 1981 — Фронт в тылу врага — Ерофеич
56. 1982 — Однолюбы — дед Максим
57. 1983 — Взятка. Из блокнота журналиста В. Цветкова — Михаил Андреевич Михов
58. 1984 — Прежде, чем расстаться — дядя Паша
59. 1985 — Возвращение Будулая — дед Василий
60. 1985 — Утро обречённого прииска — Гурьян
61. 1986 — Борис Годунов — старик-слепец
62. 1986 — Земля моего детства — Николай Тихонович
63. 1986 — Скакал казак через долину — Иван Степанович Бородай
64. 1986 — Осенняя встреча — Николай
65. 1988 — Гулящие люди — Воевода
66. 1988 — Пусть я умру, Господи… — Иван Иванович
67. 1988 — Радости земные — дед
68. 1989 — Село Степанчиково и его обитатели (фильм-спектакль) — Гаврила
69. 1989 — Сувенир для прокурора — прокурор области
70. 1990 — Наша дача — дед Андрей
71. 1991 — Семнадцать левых сапог — Алексей Зыков/Адам Домбровский
72. 1992 — Жестокий спрос
73. 1992 — Тихий Дон (вышел в 2006) — старый казак
74. 1993 — Заложники «Дьявола» — старик
75. 1993 — Последняя суббота — Петрович
76. 1994 — Дом на камне

### Озвучивание
1. 1973 — Детство Ратибора (мультипликационный) — Беляй

### Архивные кадры
1. 1999 — Иван Лапиков (из цикла телепрограмм канала ОРТ «Чтобы помнили») (документальный)

## Память
- В 2004 году в родном селе актёра был открыт салон-музей.
- В 2003 году 7 сентября на доме в Волгограде по улице Советская, 4, где жил актёр, по инициативе писателя, д.т. н. Коротова Е. В, земляка Лапикова, установили мемориальную доску.
- В 2004 году по предложению С. А. Егина улице в Советском районе Волгограда присвоено имя актёра.
- В 2008 году в апреле по инициативе Коротова Е. В. на здании Волгоградского областного драматического театра им. М. Горького (ныне театр НЭТ), на сцене которого 22 года работал актёр, была установлена мемориальная доска.
- В 2012 году 19 июля по инициативе Коротова Е. В. в родном селе актёра была установлена мемориальная доска на доме, где он родился и жил до 1939 года.